# 기성전도
〈기성전도〉(箕城全圖)는 18세기 말, 평양 성내를 그린 지도이다. 대동강에 떠 있는 배의 형국이라는 평양의 형세를 묘사한 회화식 지도라는 점이 이채롭다. 비단에 채색하는 기법으로 그려진 채색필사본으로서 167×96 cm이다. 현재 서울대 규장각에 소장되어 있다.

## 지도명의 유래
기성은 기자가 평양에서 정전(井田)을 경영하였다는 고사에서 유래된 평양의 별호이다.

## 표현 기법
진산인 용악산을 배경으로 성곽을 비롯한 군사시설 및 사적지들과 관아, 도로, 지명, 인가 등을 자세히 그렸으며, 향동(香洞)의 냉면가(冷麵家) 표시가 이채롭다. 석상이었던 내성과 북성의 흰 성곽, 대동강에 모여든 여러 종류의 나룻배와 유람선, 10리에 달했다고 하는 장림, 을밀대의 송림, 토성이었던 중성 밖의 정전 등이 유려한 필치로 표현되었다. 지금은 그 흔적을 찾아볼 수 없는 100년 전의 평양의 모습을 생생하게 보여준다. 평양을 묘사한 다른 지도들과의 차이점으로는, 전체적인 경관을 조감법으로 구사하여, 마치 하늘에서 내려다본 듯이 표현하고 있다는 점이 손꼽힌다.

## 참고 자료
- 서울대학교 규장각 한국학연구원[편], 규장각 명품도록, 규장각 한국학연구원, 2006년
- 이상태, 한국 고지도 발달사, 혜안, 1999년
- 규장각 도서관리실[편], 고서와 고지도로 보는 북한, 서울대학교 도서관, 1991년
- 한영우 외 2명, 우리 옛지도와 그 아름다움, 효형출판, 2005년
- 서울대학교 규장각 http://kyujanggak.snu.ac.kr